# El Canto del Loco

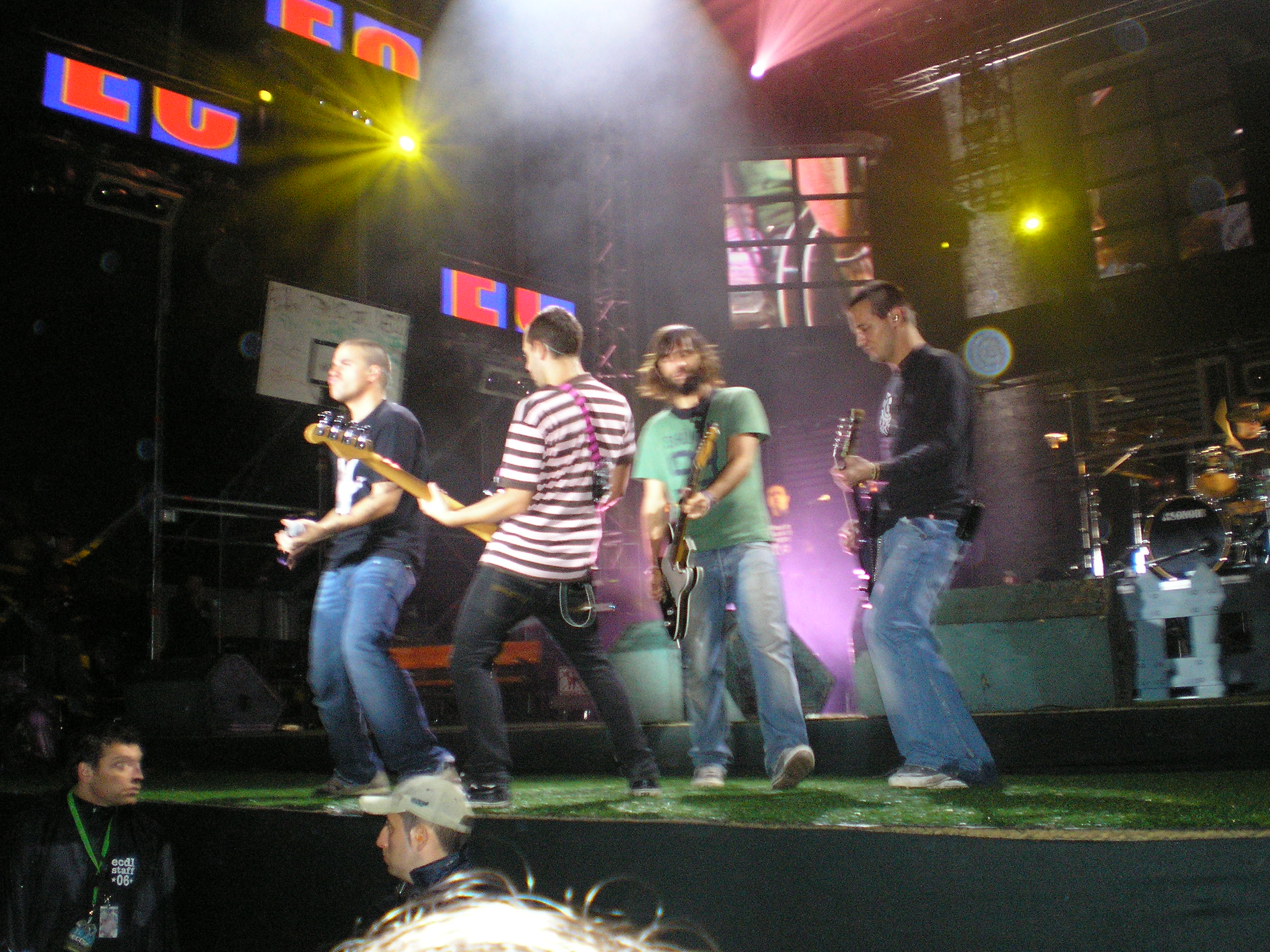
ECDL en un concert a Oviedo (Astúries)

El Canto del Loco (abreviat de vegades com ECDL) fou un grup de música espanyol que s'enquadrava dins d'un estil pop rock, encara que els seus membres reconeixen que algunes de les seves cançons pertanyen a un gènere més power pop.
Fou creat l'any 1994 per Dani Martín i Iván Ganchegui (que més tard abandonaria el grup, l'any 2002), encara que els cinc components definitius no estarien reunits fins uns anys més tard. Influïts principalment per altres grups espanyols de la dècada del 1980 i amb cinc àlbums d'estudi, El Canto del Loco ha aconseguit vendre més d'un milió de còpies al mercat musical, convertint-se en un dels grups musicals més importants del panorama espanyol actual.
Han estat guanyadors en dues de les tres nominacions en la categoria de millor artista o grup espanyol als MTV Europe Music Awards, i foren guardonats amb tres Premis Ondas de la Música com a millor artista o grup en directe (2004) i millor grup espanyol (2005 i 2008).
A mitjans de 2009 van decidir separar-se perquè David Otero i Dani Martín volien iniciar la seva carrera en solitari.

## Història del grup

### Origen
L'origen del grup es troba a l'escola d'art dramàtic Cristina Rota, on Dani Martín estudiava des de 1994, quan tenia divuit anys. Allà va conèixer Iván Ganchegui, que tocava la guitarra i van descobrir que compartien els mateixos gustos musicals; decidiren muntar un grup. Ambdós eren admiradors de la banda Radio Futura i sobretot de la seva cançó El canto del gallo que els influencià a l'hora de batejar el grup com El Canto del Loco Durant els inicis, el grup, a més dels dos fundadors, incloïa una noia a la bateria, un baixista i un altre guitarrista. Tanmateix, aquest últim va abandonar el grup per falta de temps i, el dia abans del seu primer concert, David Otero, el cosí de Dani, es va unir al grup com a substitut.
Poc després, el bateria i el baixista també van decidir abandonar el grup. En substitució del bateria va ingressar Jandro Velázquez, un electricista que era fill d'uns amics dels pares de Dani i que el va conèixer en un certamen de flamenc. Chema Ruiz, un càntabre que estudiava fisioteràpia, va entrar al grup gràcies a un amic de la universitat de David i ocupà el lloc de baixista. A partir de llavors, els cinc components començaren a reunir-se en una nau industrial d'Algete per assajar; els seus amics feien de crítics.

### Inicis i primers àlbums
Un any després, van gravar una maqueta i la van enviar a diferents discogràfiques; tanmateix, va ser la trobada de Dani amb el productor discogràfic Pedro del Moral el que els va donar la seva oportunitat. De Moral va escoltar la maqueta i la va portar a la discogràfica Ariola (actualment Sony BMG), on Paco Martín, descobridor d'altres grups com Radio Futura i Hombres G, la va escoltar. Llavors el grup va rebre una trucada seva en què els proposava una prova en la qual farien un concert juntament amb dos altres grups, amb l'objectiu que la companyia en contractés un. Finalment, i encara que el concert no va ser gaire bo, El Canto del Loco va ser l'escollit.
El 16 de juny de 2000 va sortir a la venda el primer àlbum d'estudi del grup, produït per l'antic cantant del grup Tequila, Alejo Stivel. Abans que es gravés el ja esmentat disc, els van proposar canviar el nom del grup per altres com «Superratones», «Los móviles» o «La dulce sonrisa de Lulú»; tanmateix, es van negar i, per aquesta raó, van titular el seu primer disc amb el nom del grup, El Canto del Loco.

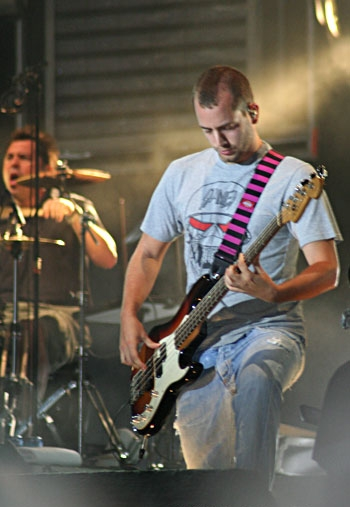
Jandro Velázquez i Chema Ruiz durant un concert

Amb l'arribada del productor Nigel Walker, es va produir un canvi de rumb dins del grup i el segon disc, titulat A contracorriente i publicat l'1 de març de 2002, va ser d'un estil més madur. Aquell mateix any, El Canto del Loco va rebre una primera nominació als MTV Europe Music Awards a la categoria de «Millor artista espanyol»; no obstant això, el grup Amaral va ser finalment el premiat.

### Estados de ánimo(2003-2004)
Després de l'abandonament voluntari d'Iván Ganchegui, la resta del grup va decidir prendre's unes vacances; tanmateix, pocs dies més tard, David i Dani ja tenien compostes diverses cançons que havien fet per separat i van decidir gravar-les amb només els quatre components que quedaven al grup. Després d'esperar, ja que Nigel Walker estava enfeinat en altres projectes, com el nou disc de La Oreja de Van Gogh, el grup va gravar el nou àlbum, titulat Estados de ánimo, que es va posar a la venda el 26 de maig de 2003.
A l'agost d'aquell mateix any, la seva cançó Pasión, del disc El canto del loco, va ser inclosa dins de la banda sonora de la pel·lícula La fiesta, dels directors Carlos Villaverde i Manu Sanabria, coneguda per ser una de les pel·lícules més econòmiques (només 6.000 euros). A l'octubre, el grup participà en la gravació del disc Tony Aguilar y amigos, elaborat pel locutor Tony Aguilar de l'emissora de ràdio Els 40 principals; juntament amb altres cantants, ECDL va col·laborar a la cançó Latido urbano, que era el single de presentació del disc i que es va posar a la venda al novembre. Els beneficis van ser destinats a l'Associació Espanyola contra el Càncer, més concretament als hospitals infantils d'oncologia. També van gravar una de les cançons de l'àlbum únicament amb Aguilar, titulada Casi un universo.
A finals d'any, el grup va tornar a ser nominat com a millor artista espanyol als MTV Europe Music Awards, i aquest cop sí que aconseguiren el premi, imposant-se a altres cantants com Alejandro Sanz o La Oreja de Van Gogh.
El gener de 2004, es van encarregar de donar veu a la nova versió de la sintonia de la sèrie de televisió 7 vidas, anteriorment interpretada pel cantant Raimundo Amador. A l'estiu, van participar en un disc d'homenatge a Radio Futura, titulat Arde la calle, en el qual van interpretar la cançó Escuela de calor.

### Zapatillas(2005 - 2007)

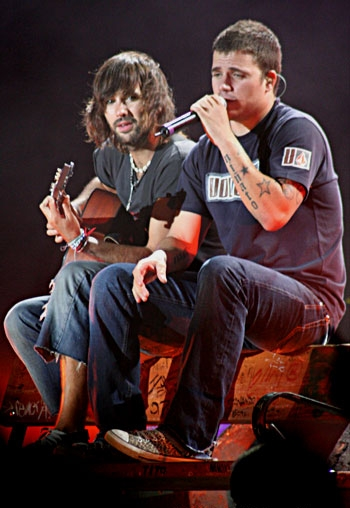
David Otero i Dani Martín en un concert

El març de 2005, després d'haver viatjat amb uns amics a l'illa de Phi-Phi (Tailàndia) i veure les conseqüències del tsunami del 26 de desembre de l'any anterior, que va destrossar la costa de molts països que envolten l'oceà Índic, David Otero va decidir posar en marxa, juntament amb altres artistes, el projecte que van anomenar Kuarkx, que tenia com a objectiu recaptar fons pels afectats pel desastre. Otero, amb l'ajuda del seu cosí Dani, va compondre el tema Despiértame i el van penjar a Internet perquè pogués ser descarregada per un preu d'1,15 euros. Més endavant, durant la gravació del nou àlbum, El Canto del Loco va decidir incloure-l'hi també, destinant sempre la part proporcional dels beneficis generats per l'àlbum a la mateixa causa. El 21 de juny es va publicar el ja esmentat disc sota el nom de Zapatillas.
Al setembre, el grup va publicar el seu primer àlbum fora d'Espanya. Dirigit als Estats Units i Llatinoamèrica sota el títol de 12 estados de ánimo, està format per un àlbum recopilatori de les millors cançons dels seus tres últims discs publicats fins aleshores a Espanya. Aquell mateix mes, els usuaris del lloc web mtv.es van elegir per tercer cop El Canto del Loco com a candidat als MTV Europe Musica Awards a la categoria de millor artista espanyol; en la gala celebrada a Lisboa al novembre, es van tornar a alçar amb la victòria, sent ja el seu guardó en aquests premis.
L'estiu de 2005, Hombres G i El Canto del Loco van decidir fer una gira conjunta amb un total de dotze concerts per les principals ciutats de l'estat espanyol, com per exemple La Corunya, Gijón, Lleó, Granada, Múrcia, Màlaga, Sant Sebastià, Barcelona i Madrid entre d'altres. En principi, el concert previst a Madrid era a la plaça de Las Ventas, però en pocs dies es van vendre totes les entrades. Hi van afegir un altre concert l'endemà però també es va penjar el cartell de «no queden entrades». Per aquest motiu, van decidir canviar el recinte de Las Ventas per l'estadi Vicente Calderón, amb capacitat per 55.000 espectadors. Així, els dos grups es van convertir en els primers espanyols a realitzar un concert a l'esmentat estadi, ja que el recinte fins aleshores havia estat reservat a artistes internacionals com Madonna, els Rolling Stones o U2, entre d'altres. El concert es va fer el 6 de juliol de 2005 i posteriorment es va editar un DVD que recollia tot el concert, un making off i un documental sobre la gira.
El Canto del Loco va publicar una recopilació dels seus concerts a les sales Caracol (Madrid), Bikini (Barcelona) i Oasis (Saragossa), que van titular Pequeños grandes directos, del qual només van llançar a la venda 50.000 còpies.
La gira Zapatillas 2005-2006 va consistir en més de 100 concerts per tota la geografia espanyola, convertint-se en una de les més importants de l'any del panorama espanyol. Amb aquesta gira, el grup va aconseguir omplir recintes com el Bizkaia Arena o el Palacio de Deportes de Murcia, venent totes les entrades durant tres dies a Las Ventas de Madrid, amb la col·laboració de Fito Cabrales, i dos dies seguits al Palau Sant Jordi de Barcelona.
El Canto del Loco va participar en el disc de La Marató de TV3, que va sortir a la venda el 10 de desembre de 2006. Es tractava d'un disc solidari contra el dolor crònic. El disc tenia un preu de nou euros i es podia comprar amb els diaris Avui, La Vanguardia, El Punt i El Periódico de Catalunya. La cançó que va escollir el grup per tal de participar-hi va ser Puede ser, cançó que pertany al seu segon àlbum d'estudi A Contracorriente, però amb una diferència, car la cançó va ser traduïda i cantada en català amb el títol Pot ser. Aquesta cançó posteriorment va ser inclosa al disc recopilatori Arriba el telón.
Després de finalitzar la gira del disc Zapatillas i davant de la participació de Dani Martín a la pel·lícula del director Bigas Lunas, Jo sóc la Juani, alguns mitjans van començar a difondre rumors sobre una possible separació; tanmateix, el grup ho va negar tot i es van limitar a dir que després d'unes llargues vacances tornarien amb el seu nou treball.
El 2007, Dani i David, juntament amb el representant del grup, Carlos Vázquez, van crear la discogràfica El Manicomio Records, amb el suport de la multinacional Sony BMG, i es van encarregar de l'àlbum debut del grup Sin Rumbo, que anomenaren Hablamos después; i Todo bien de Lucas Masciano.

### Personas(2008-2009)
La gravació del nou disc va començar a l'octubre de 2007 i no es va acabar fins al febrer de 2008. L'1 d'abril va sortir a la venda el ja esmentat àlbum amb el nom Personas i, amb ell, el grup va anunciar una gira de presentació. La gira, anomenada Personas, va durar des de principis d'abril fins a finals de 2008, i van recórrer més de cinquanta ciutats i pobles de tota la geografia espanyola. Cal esmentar que van omplir dos dies el Palau Sant Jordi de Barcelona i tres dies el Palacio de los Deportes de Madrid. El grup actuava juntament amb els seus apadrinats, Sin Rumbo, i el cantant Lucas Masciano com a teloners.

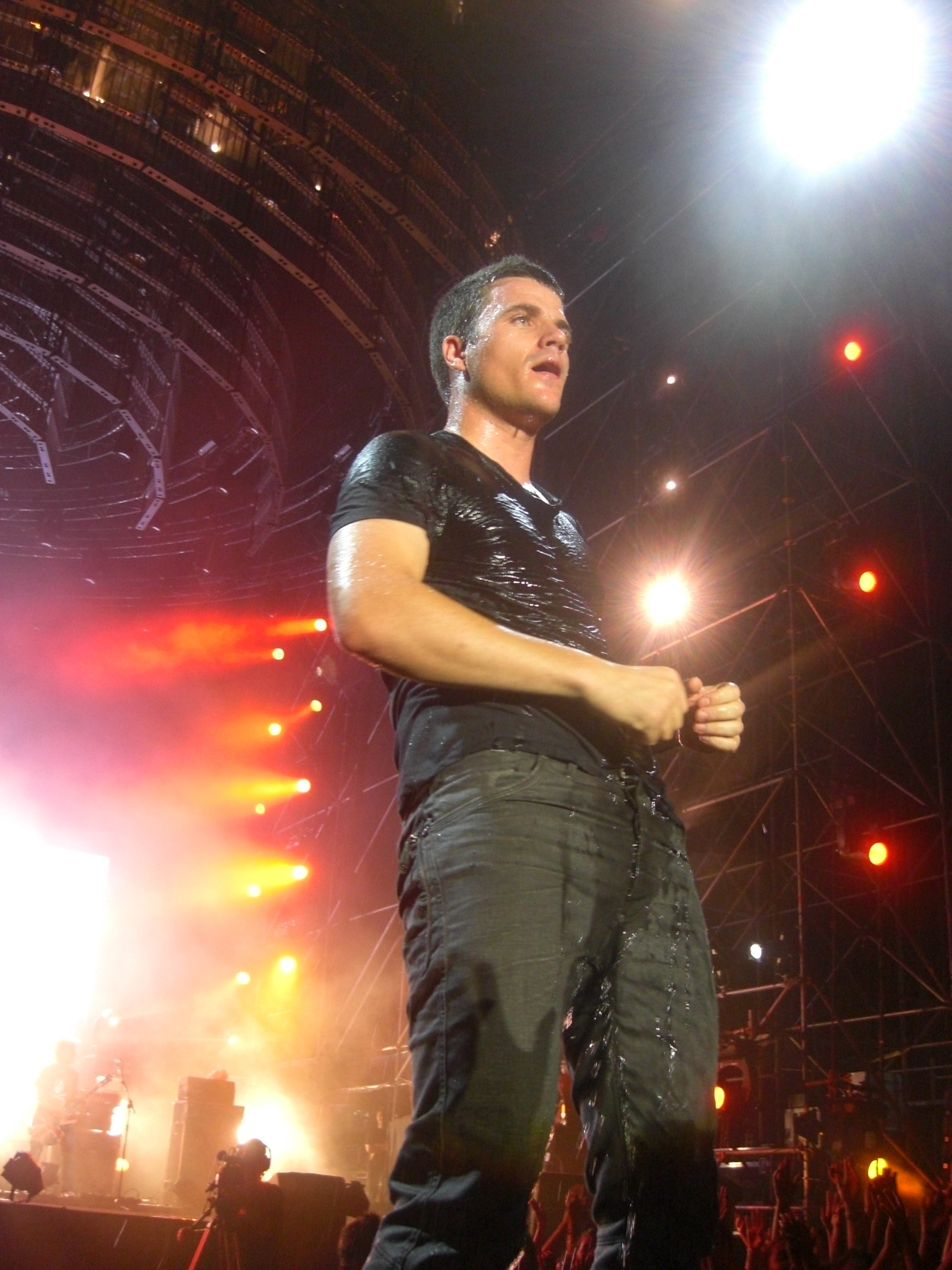
Dani Martín en un concert de la Gira Personas

El 12 de juny de 2008, Jandro (bateria) va anunciar la decisió d'abandonar el grup per motius personals. Malgrat això, el grup va confirmar que la gira del disc no es veuria afectada i que continuaria amb un nou bateria, Carlos Gamón, que ja havia tocat abans amb el grup Amaral i la solista Najwa Nimri.
El 28 de juny, el grup va actuar al festival Rock in Rio, celebrat per primer cop a Espanya, més concretament a Arganda del Rey, Madrid, rebent una crítica bastant negativa per part dels crítics, encara que no pels fans.
El 27 de setembre, El Canto del Loco va convocar els seus seguidors a la Coberta de Leganés per tal de realitzar una fotografia artística on els membres del grup i els seus fans es fotografiessin nus. El motiu era simular la portada del disc Personas per la portada de la reedició, «De personas a personas», que va sortir al Nadal de 2008. Posteriorment, el grup va fer un petit concert com a agraïment als seus seguidors.
El 12 de desembre es va celebrar la gala dels 40 principals, on El Canto del Loco estava nominat a cinc categories: millor grup (ECDL), millor àlbum (Personas), millor cançó (Eres tonto), millor videoclip (Eres tonto) i millor gira (Personas). El grup madrileny es va emportar tots els guardons als quals estava nominat, sent així els triomfadors de la nit. Al novembre d'aquell mateix any també van ser guardonats amb un premi Ondas a la categoria de millor grup espanyol.
A principis de gener de 2009, concretament entre els dies 2 i 11 de gener, es va estrenar a les sales digitals d'Espanya una pel·lícula-documental del grup anomenada: El Canto del Loco: Personas (La película).
Finalment, cal dir que la gira promocional del cinquè disc de l'agrupació musical continuà durant el 2009 amb un total de vint concerts on tornaren a passar pels grans recintes com són el Palacio de los Deportes de Madrid (29 i 30 d'octubre de 2009) i el Palau Sant Jordi de Barcelona (19 de desembre de 2009). El grup ha decidit anomenar la gira 2009 «Hasta luego», ja que després de finalitzar-la es prendran un temps de descans per compondre i treure un nou disc.
El 19 de juny de 2009 el grup rep de la mà del pilot de Moto GP Jorge Lorenzo un triple disc de platí per la venda de 240.000 còpies del disc Personas.
Poc abans d'acabar la gira Hasta luego el 19 de desembre al Palau Sant Jordi, el grup posà a la venda, el dia 24 de novembre, dos àlbums especials titulats Radio La Colifata presenta: El Canto del Loco i Por mí y por todos mis compañeros. El primer es tracta d'un projecte en el qual regravaren a l'Argentina una selecció de les 18 cançons més conegudes del grup, juntament amb un tema inèdit anomenat Quiero aprender de ti dedicat als interns de l'Hospital Borda de la ciutat de Buenos Aires. En el CD hi col·laboraren artistes com Alejandro Sanz, Leiva de Pereza entre d'altres. L'àlbum inclou un DVD on participen els membres de La Colifata presentant les cançons del grup. El segon àlbum està compost per 11 peces clàssiques del panorama musical en castellà que el grup gravà, adaptà i produí. En el CD està format per versions de Serrat, Loquillo, María Jiménez, Los Brincos, entre d'altres. L'àlbum també inclou un DVD anomenat Y por mí el primero que conté un document inèdit amb la gravació dels assajos en els camerinos del grup abans de les actuacions.

### Separació
El 2009, el grup de música va anunciar la seva separació, després d'una dècada en actiu, perquè el cantant Dani Martín i David Otero iniciessin la seva carrera en solitari. En canvi, Chema, el baixista, va entrar a formar part del grup Belgrado.

## Components del grup

### Dani Martín
Dani Martín va néixer a Madrid el 19 de febrer de 1977. És el fundador i vocalista del grup espanyol El Canto del Loco. L'any 1994 estudiava teatre a la prestigiosa l'escola de Cristina Rota mentre treballava com a repartidor a l'empresa del seu pare. A l'escola de teatre va conèixer Ivan Ganchegui (guitarrista) i van decidir formar un grup de música que va acabar sent ECDL. Dani, al marge de ser el líder del grup musical, també compaginava la seva feina al capdavant del grup de pop-rock amb les seves incursions al cinema i les sèries de televisió.

### David Otero
David Otero va néixer a Madrid el 17 d'abril de 1980. És el guitarrista de l'agrupació musical i la veu d'algunes composicions del grup. David és cosí del vocalista, Dani Martín. Va entrar a formar part del grup fruit d'una conversa entre les mares d'ambdós cosins. Va començar a estudiar Dret i Gestió Aeronàutica, però va haver de deixar els seus estudis per tal de dedicar-se a la música.

### Chema Ruiz
Chema Ruiz Casares va néixer el 9 de març de 1978 a Santander i estudiava fisioteràpia quan va entrar al grup l'any 2000. Es va unir al grup gràcies a un amic de la universitat de David Otero i compaginava els seus estudis amb els assajos a Algete. ECDL no va ser el primer grup on va participar, sinó que havia tocat abans en dos grups, que eren Receptores Opiáceos (R. O.) i Buzz Station. Va aprendre a tocar el baix perquè al seu grup d'amics ja hi havia altres guitarristes. És definit pels seus companys de grup com una persona «rara» i la seva forma de pensar revela la seva personalitat hermètica.

### Antics membres

#### Jandro Velázquez
Jandro Velázquez va ser el bateria del grup des de 2000 fins que va abandonar el grup l'any 2008. Jandro va néixer a Madrid el 28 de maig de 1973. Va estudiar a l'escola de Música d'Alcobendas on actuava a cases de cultura o associacions de veïns. Més endavant, va formar el grup anomenat Armadura, on tocava música a l'estil d'Extremoduro. Posteriorment va entrar a formar part d'El canto del loco gràcies a uns amics dels pares de Dani. Finalment, Jandro va decidir abandonar el grup a la meitat de la gira Personas, ja que volia dedicar més temps a la seva família.

#### Ivan Ganchegui
Ivan Ganchegui va ser el guitarrista d'El Canto del Loco des de 2000 fins que va abandonar el grup l'any 2002. Juntament amb Dani Martín, van decidir crear ECDL quan es van conèixer a l'escola d'art dramàtic Cristina Rota. Ganchegui va néixer a Madrid el 22 d'octubre de 1977. L'any 2002 va decidir abandonar voluntàriament el grup.

## Influències
Des d'un punt de vista musical, El Canto del Loco ha tingut com a principals influències grups com Radio Futura, del qual són afeccionats, Los Ronaldos, Los Rodríguez i Hombres G, dels quals a més a més són bons amics. També en menor mesura grups com Tequila (del qual formava part el seu primer productor, Alejo Stivel), Nacha Pop i Duncan Dhu.
Particularment, Dani Martín va reconèixer que algunes de les cançons de l'àlbum Estados de ánimo, a més de ser influenciades per aquests grups mencionats anteriorment, tenen ecos d'altres més actuals com Estopa, La Cabra Mecánica, M-Clan o els estatunidencs Green Day.
Abans de gravar el disc Zapatillas venien d'escoltar punk adolescent, com per exemple Blink 182 o Jimmy Eat World, per aquest motiu Zapatillas és un disc més rocker.

## Crítica
Des del començament del grup al món de la música, alguns crítics l'han classificat com a grup per a adolescents de quinze anys, com Igor Cubillo del diari El País, que el descrivia com «un d'aquells grups de pop rock que encisa les adolescents melindroses, presumpta ingenuïtat, melodies fàcils de digerir i temes que parlen de joves enamorats i rebel·lió d'institut» arran de la publicació de l'àlbum A contracorriente.
D'altra banda, altres crítics han vist una clara evolució en la seva música, classificant-la com a més madura amb el pas dels anys. Les seves cançons, a més a més, han rebut crítiques que les qualifiquen com a repetitives en l'esquema estilístic i musical, i en menor mesura, en el missatge.
Les seves influències també han estat objectius de crítica, criticant ECDL per ser poc original; no obstant això, els membres del grup han reconegut obertament aquestes influències i argumenten en el seu favor que, si bé la seva música s'assembla a la d'altres cantants, ells li han donat el seu toc personal. Aquestes crítiques dirigides a les seves influències s'han focalitzat principalment a deixar-los com a «hereus» del grup Hombres G, encara que ells han reconegut que se senten orgullosos d'aquest fet.

## Premis i nominacions
| Any  | Resultat | Categoria                             | Premi                     |
| ---- | -------- | ------------------------------------- | ------------------------- |
| 2002 | Nominat  | Grup revelació espanyol               | Premis Amigo              |
| 2002 | Nominat  | Millor Grup Nacional                  | Premis Amigo              |
| 2002 | Nominat  | Millor artista o grup espanyol        | MTV Europe Music Awards   |
| 2003 | Premiat  | Millor artista o grup espanyol        | MTV Europe Music Awards   |
| 2004 | Premiat  | Mejor artista en directo              | Premis Ondas de la Música |
| 2005 | Premiat  | Millor artista o grup espanyol        | MTV Europe Music Awards   |
| 2005 | Premiat  | Millor grup espanyol                  | Premis Ondas de la Música |
| 2006 | Premiat  | Millor gira (amb Hombres G)           | Premis de la Música       |
| 2006 | Premiat  | Millor grup                           | Premis de la Música       |
| 2008 | Premiat  | Millor grup espanyol                  | Premis Ondas de la Música |
| 2008 | Premiat  | Millor grup o duo                     | Premis 40 Principals      |
| 2008 | Premiat  | Millor Àlbum: Personas                | Premis 40 Principals      |
| 2008 | Premiat  | Millor cançó: Eres tonto!             | Premis 40 Principals      |
| 2008 | Premiat  | Millor videoclip musical: Eres Tonto! | Premis 40 Principals      |
| 2008 | Premiat  | Millor gira o concert                 | Premis 40 Principals      |
| 2010 | Premiat  | Millor gira                           | Premis de la Música       |

## Discografia

### El Canto del Loco
L'àlbum debut del grup madrileny es va anomenar igual que el grup, El Canto del Loco; va ser un disc produït per primera i última vegada per Alejo Stivel, i editat per la discogràfica BMG Music Spain. Va sortir a la venda el 22 de juny de 2000 i va vendre més de 111.000 exemplars del seu primer disc. El disc incloïa una versió de la cançó Vivir así es morir de amor de Camilo Sesto, perquè segons els membres del grup la cançó recull tots els temes de la resta de l'àlbum. Els singles extrets d'aquest CD van ser Pequeñita, Llueve en mí, Eres un canalla, Y si el miedo i la versió de Vivir así es morir de amor.

### A Contracorriente
A Contracorriente és el segon disc d'estudi del grup; va ser produït per primer cop per Nigel Walker, i editat per la discogràfica BMG Music Spain. Es va posar a la venda l'1 de març de 2002 a Espanya i va vendre més de 150.000 còpies; va suposar una evolució dins del grup, sent valorat com un disc més madur i amb tocs de rumba. Els singles extrets d'aquest CD van ser Son sueños, Puede ser amb la col·laboració d'Amaia Montero, A contracorriente, la versió de Crash del clàssic grup The Primitives i Contigo.

### Estados de Ánimo
Estados de Ánimo és el tercer disc d'estudi del grup; va ser produït per Nigel Walker i editat per la discogràfica Sony BMG Spain. Va ser posat a la venda el 22 de maig de 2003 a Espanya i va vendre més de 244.000 exemplars. L'àlbum els portà per un extensa gira que es va acabar enllaçant amb el quart disc, Zapatillas. Els singles extrets d'aquest CD van ser La madre de José, Volver a disfrutar, Ya nada volverá a ser como antes, Insoportable, No voy a parar i Una foto en blanco y negro.

### Zapatillas
El disc Zapatillas és el quart disc d'estudi del grup; va ser produït per Nigel Walker i editat per la discogràfica Sony BMG Spain. Va ser posat a la venda el 21 de juny del 2005 a Espanya i ha venut més de 421.000 còpies, convertint-se en el disc més venut del grup musical fins al moment. Els singles extrets d'aquest CD van ser Zapatillas, Volverá i Besos.

### Personas
El disc Personas és el cinquè disc d'estudi de la banda; va ser produït per Nigel Walker i editat per la mateixa discogràfica que els anteriors CDs. El disc va ser el més venut de l'any 2008 a Espanya i se'n van vendre un total de 240.000 còpies, sent triple disc de platí. Els singles extrets d'aquest CD han estat Eres tonto, Peter Pan i La suerte de mi vida.

### Llistat complet
| Tipus                      | Títol                                                                | Any  | Còpies venudes          | Discogràfica / Segell |
| -------------------------- | -------------------------------------------------------------------- | ---- | ----------------------- | --------------------- |
| Àlbum d'estudi             | El Canto del Loco                                                    | 2000 | 111.000                 | Sony BMG              |
| Àlbum d'estudi             | A Contracorriente                                                    | 2002 | 150.000                 | Sony BMG              |
| Àlbum en directe + DVD/VHS | El Canto del Loco en directo, Sala Caracol (22-11-2002)              | 2003 | Edició limitada: 20.000 | Sony BMG              |
| Àlbum d'estudi             | Estados de Ánimo                                                     | 2003 | 244.000                 | Sony BMG              |
| Àlbum en directe           | El Canto del Loco en directo, Sala Bikini (30-12-03)                 | 2004 | Edició limitada: 20.000 | Sony BMG              |
| Àlbum d'estudi             | Zapatillas                                                           | 2005 | 421.000                 | Sony BMG              |
| DVD/UMD                    | Hombres G El Canto del Loco estadio Vicente Calderón 6 de julio 2005 | 2005 | 23.878                  | Sony BMG              |
| Recopilatori               | Pequeños grandes directos                                            | 2006 | Edició limitada: 50.000 | Sony BMG              |
| Àlbum en directe           | El Canto del Loco en directo, Sala Oasis (15-10-05)                  | 2006 | 20.000                  | Sony BMG              |
| DVD                        | ECDL episodio 1 (Las Ventas - Madrid)                                | 2006 | 46.339                  | Sony BMG              |
| Recopilatori               | Arriba el telón                                                      | 2007 |                         | Sony BMG              |
| Àlbum d'estudi             | Personas                                                             | 2008 | 240.000                 | Sony BMG              |
| Reedició                   | De personas a personas                                               | 2008 | Edició Limitada         | Sony BMG              |
| Pel·lícula-Documental      | El Canto del Loco: Personas (La película)                            | 2009 | Edició Limitada         | Sony BMG              |
| CD+DVD                     | Radio La Colifata presenta: El Canto del Loco                        | 2009 | Edició Limitada         | Sony BMG              |
| CD+DVD                     | Por mí y por todos mis compañeros…                                   | 2009 | Edició Limitada         | Sony BMG              |

## Filmografia
A banda de les nombroses aparicions de Dani Martín en pel·lícules i sèries, com Jo sóc la Juani, Torrente 3: El protector o la sèrie Cuenta atrás; el grup ha participat en una pel·lícula-documental del grup titulat El Canto del Loco: Personas (La película).

### El Canto del Loco: Personas (La película)
Es tracta d'una pel·lícula-documental dirigida per Félix Viscarret sobre el grup espanyol, on es pot veure com els membres del grup ensenyen al públic les seves interioritats, comportant-se com a persones normals i corrents que només volen apropar-se al públic amb les seves cançons i les seves lletres. Al film es pot veure des de fragments de concerts de la gira Personas, fins als pares dels protagonistes, passant per crítics musicals o escenes curioses d'un dels grups amb més èxit del panorama espanyol.